# 김진희 (1937년)
김진희(1937년 2월 10일 ~, 본명: 김영선)는 대한민국 경상남도 남해군에서 태어난 소설가이다.

## 데뷔
- 1963년 단편소설 '바람'

## 학력
- 고쿠사이 대학 영문학 학사
- 부산여자고등학교

### 작품 소설
- 오시리스의 땅
- 촌놈장가들이기
- 신홍길동과 금불상
- 달리는 성군
- 이런너꺼무
- 겨울다비

## 수상
- 1996년 탐미문학사 선정 제1회 탐미문학상